# Totoapita la Herradura
Totoapita la Herradura är en ort i Mexiko.   Den ligger i kommunen Acatlán och delstaten Hidalgo, i den sydöstra delen av landet, 110 km nordost om huvudstaden Mexico City. Totoapita la Herradura ligger 2 118 meter över havet och antalet invånare är 154.
Terrängen runt Totoapita la Herradura är kuperad västerut, men österut är den platt. Runt Totoapita la Herradura är det tätbefolkat, med 286 invånare per kvadratkilometer. Närmaste större samhälle är Tulancingo, 13,3 km sydost om Totoapita la Herradura. Omgivningarna runt Totoapita la Herradura är en mosaik av jordbruksmark och naturlig växtlighet.